# Elias Storm
Elias Storm, född 19 juli 1979, är en svensk före detta fotbollsspelare. Han spelade främst som försvarare.

## Karriär
Storm är uppvuxen i Älvsjö och började spela fotboll som femåring i Älvsjö AIK. Som 17-åring blev han uppflyttad i A-laget. Efter några år i A-laget gick Storm till Spårvägens FF, där han under sin första säsong blev utsedd till "Årets spelare".
Inför säsongen 2002 gick Storm till Djurgårdens IF, som tog SM-guld under hans första år i klubben. På grund av för lite speltid blev Storm hösten 2005 utlånad till GIF Sundsvall och hösten 2006 utlånad till Örgryte IS. Det mest meriterade motståndet som Storm mötte under tiden i Djurgården var Juventus i den tredje kvalomgången till Champions League i augusti 2004.
Efter säsongen 2006 löpte kontraktstiden med Djurgårdens IF ut och Storm skrev på ett sexmånaderskontrakt med den grekiska klubben Messiniakos. Sommaren 2007 skrev Storm ett kontrakt med den FK Haugesund i den norska andradivisionen och debuterade i seriens 18:e omgång (12 augusti 2007). Där spelade han till och med säsongen 2009.
Den 31 mars 2010, det vill säga sista transferdagen under vinteruppehållet, skrev Storm på ett korttidskontrakt med Division 1 Norra-laget IK Sirius. Den 31 juli 2010 skrev Storm på en förlängning av kontraktet med Sirius för resten av säsongen 2010.
Den 21 april 2011 lämnade Elias Storm de högre divisionerna och skrev på för det nystartade division 7-laget FC Stockholm. Inför säsongen 2014 skadade sig Elias Storm väldigt illa och bröt foten, och har opererats ett antal gånger.

## Meriter
- SM-guld (3)*: 2002, 2003 och 2005 med Djurgårdens IF
- Cupguld (3)*: 2002, 2004 och 2005 med Djurgårdens IF
- UEFA-cupspel 2004 med Djurgårdens IF

* oklart hur många av gulden Storm officiellt fick på grund av lite speltid.

## Seriematcher och mål
- 2013: 20 / 1[11]
- 2012: 11 / 1[11]
- 2011: 16 / 12[11]
- 2010: ?
- 2009: 10 / 0 [12]
- 2008: 26 / 2 [13]
- 2007: 10 / 1 [14] (omgång 18–30)